# Matthias Buse
Matthias Buse, nemški smučarski skakalec, * 3. marec 1959, Zittau, Vzhodna Nemčija.
Buse je nastopil na Zimskih olimpijskih igrah 1984 v Sarajevu, kjer je osvojil enaindvajseto mesto na veliki skakalnici. Največji uspeh kariere je dosegel z osvojitvijo naslova svetovnega prvaka na Svetovnem prvenstvu 1978 v Lahtiju na srednji skakalnici. Na Svetovnem prvenstvu 1984 v Engelbergu je osvojil srebrno medaljo na ekipni tekmi. 